# La Vague fantôme
La Vague fantôme est le douzième  tome de la série pour jeunesse CHERUB, écrit par Robert Muchamore. Il est sorti le 11 mai 2011 en France.

## Résumé
Dernière mission pour James Adams âgé de 17 ans : assurer la protection d'un gouverneur indonésien Tan Abdullah. Mais pendant sa mission, il est confronté à un dilemme : ce gouverneur s'est enrichi sur le dos des habitants à cause d'un tsunami dévastateur sous les yeux d'un ancien agent, Kyle, qui est le meilleur ami de James. Que doit-il faire : accomplir sa mission sans se poser de questions ou aider Kyle prêt a tout pour rendre la justice ?